# Leduchów
Leduchów (ukr. Лідихів) – wieś na Ukrainie w rejonie krzemienieckim należącym do obwodu tarnopolskiego.